# Robertus Cornelis Hilarius Maria Oudejans
Robertus Cornelis Hilarius Maria Oudejans (1943 ) es un botánico neerlandés.

## Algunas publicaciones
- rob c.h.m. Oudejans, julià Molero i Briones (eds.) 1992. Collectanea botanica a Barcinonensi Botanico Instituto edita. Current Research in the Taxonomy of genus Euphorbia L. s.l. (Euphoribaceae). Ed. Institut Botànic de Barcelona. 253 pp.

- ------------------------. 1993. World Catalogue of Species Names Published in the Tribe Euphorbieae (Euphorbiaceae) with their Geographical Distribution - Cumulative Supplement I. Ed. Scherpenzeel - The Netherlands

- ------------------------. 1990. World Catalogue of Species Names Published in the Tribe Euphorbieae (Euphorbiaceae) with Their Geographical Distribution. 444 pp.
- La abreviatura «Oudejans» se emplea para indicar a Robertus Cornelis Hilarius Maria Oudejans como autoridad en la descripción y clasificación científica de los vegetales.[2]